# Válka šesté koalice
Válka šesté koalice (1813–1814) byla válka koalice evropských států (tzv. Šestá koalice, skládající se ze Spojeného království Velké Británie a Irska, Ruské říše a Pruského království, ke kterým se později přidalo i Švédsko, Rakouské císařství a některé německé státy) proti Francouzskému císařství Napoleona I., stále podporovanému Itálií, Dánskem a některými německými státy. 
Během tohoto konfliktu (včetně ruského tažení) bojovalo přibližně 2,5 milionu vojáků a lidské ztráty činily nejméně 2 miliony mužů (pohřešovaných, zraněných nebo mrtvých). Tento počet zahrnuje také bitvy u Smolenska, Borodina, Lützenu, Drážďan a Lipska. 

## Francouzská invaze do Ruska (1812)

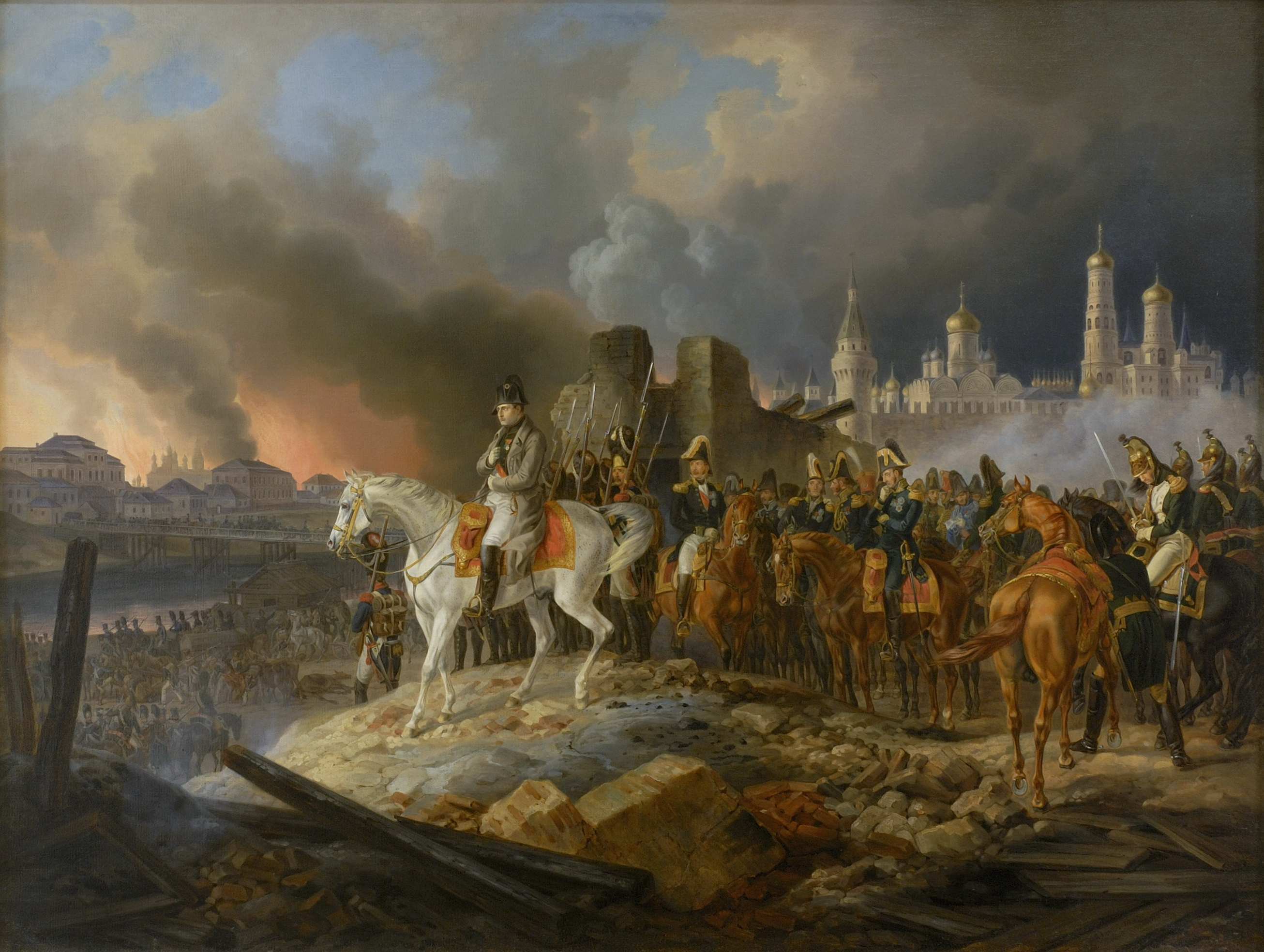
Napoleon v hořící Moskvě (Adam Albrecht, 1841)

Válce šesté koalice předcházela francouzská invaze do Ruska, které Napoleon napadl v červnu 1812. Přibližně 600 000 mužů jeho Grande Armée, z nichž asi jen polovina byli Francouzi, překročilo Němen. V srpnu 1812 Napoleon zvítězil v bitvě u Smolenska. Rusové v čele s Kutuzovem uplatňovali strategii spálené země a neustále ustupovali před francouzskými jednotkami. Bitvu u Borodina (před Moskvou) 12. září 1812 vyhráli Francouzi, ale den poté, co francouzská vojska vstoupila do Moskvy, bylo město vypáleno. Napoleon pak zůstal v Moskvě příliš dlouho a když konečně dal povel k ústupu, zima byla nebezpečně blízko. Nutnost ústupu potvrdila i bitva u Malojaroslavce 23. října 1812, která pro Napoleona znamenala další porážku. Grande Armée začala ustupovat směrem k Německu přes zdevastované oblasti, kterými předtím prošla cestou na Moskvu. Následné ruské ofenzívy, kterých se účastnili i partyzáni, způsobily Francouzům ohromné ztráty, které byly částečně podpořeny i mrazy, jež poprvé udeřily 5. listopadu; 26. a 27. listopadu za těžkých bojů a ztrát Napoleon přešel řeku Berezinu. Z 600 000 mužů, kteří vstoupili do tažení, se zachránilo sotva 30 tisíc mužů; Grande Armeé byla ztracena. 

## Boje v Německu (1813)

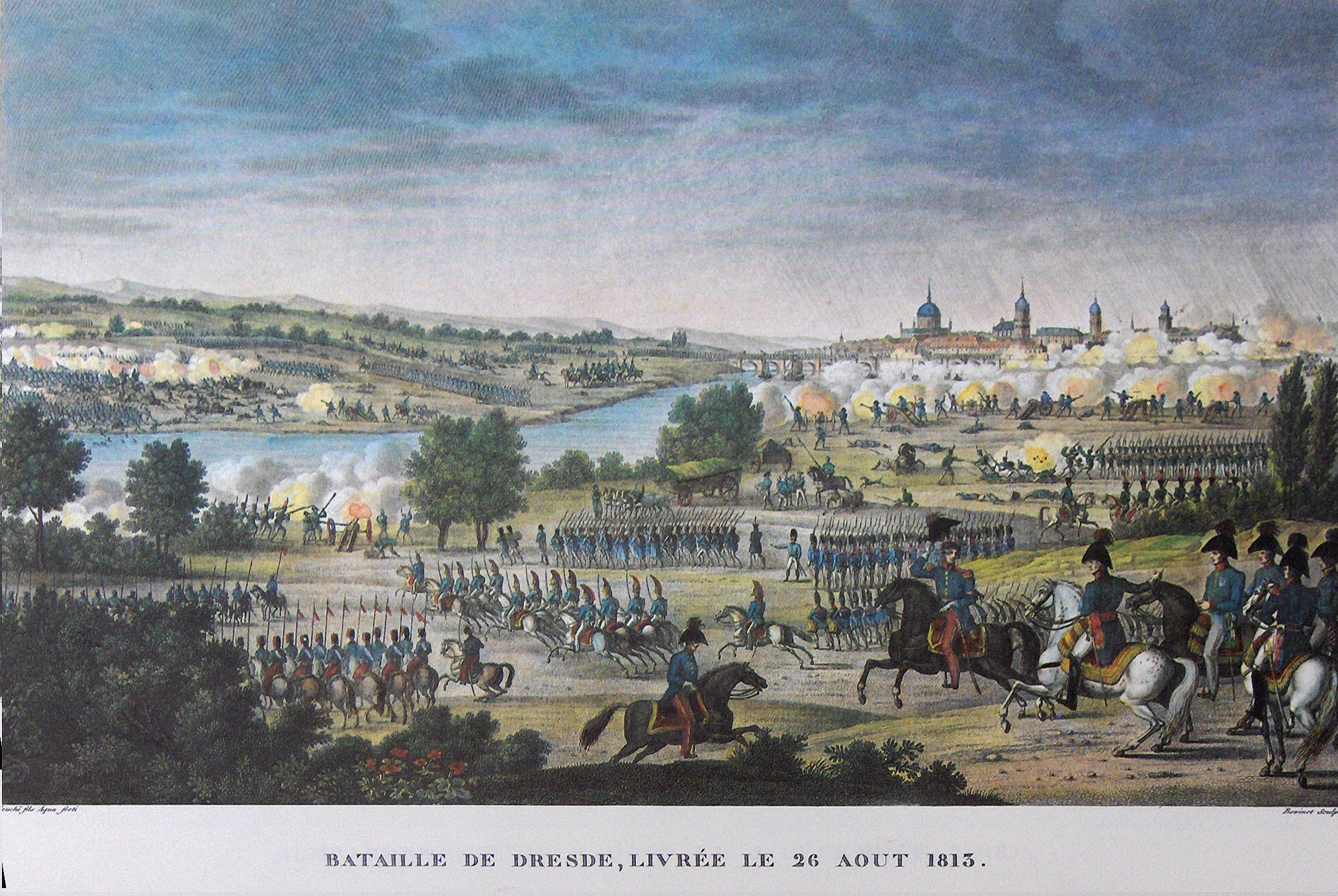
Bitva u Drážďan (Carle Vernet a Jacques Swebach)

Koncem prosince 1812 se od Francouzů odtrhli Prusové a v lednu 1813 se odtrhli Rakušané. V únoru vznikla protifrancouzská koalice Ruska a Pruska, ke které se během několika týdnů přidala Velká Británie a Švédsko, čímž vznikla šestá koalice. 17. března Prusko vyhlásilo Francii válku. Zbytky Grande Armeé, jež se zachránily z ruského tažení, se stáhly za Odru a stahovaly se k Labi, aby bránily Německo. Napoleon nakonec shromáždil armádu, jež měla 350 tisíc mužů, ale už to nebyla tak silná armáda jako dříve. V dubnu 1813 začal Napoleon se znovu vytvořenou armádou ofenzivu do Saska. 2. května porazil rusko-pruskou armádu u Lützenu, 7. května obsadil Drážďany a 21. května znovu porazil spojence u Budyšína. Velení ruské armády se v té době ujal opět Michail Barclay de Tolly, jehož předchůdce Kutuzov 28. dubna 1813 zemřel.
Po bitvě u Budyšína došlo k vyhlášení příměří (tzv. pläswitzské, 4. června 1813) a pod patronací rakouského kancléře knížete Metternicha byl svolán do Prahy mírový kongres, ale k jednání nakonec nedošlo. Francouzi využili krátkého příměří k doplnění stavů, především jezdectva, které bylo v první jarní fázi tažení největší slabinou francouzských sil. 12. srpna vyhlásilo Francii válku Rakousko, které se připojilo k šesté koalici. Vrchním velením spojeneckých armád byl pověřen rakouský maršál Karel Filip Schwarzenberg. 26. a 27. srpna 1813 se pak Napoleonovi podařilo porazit rakouskou (tzv. českou) armádu pod velením Karla Schwarzenberga v bitvě u Drážďan.
Po bitvě se Napoleonův generál Vandamme vydal pronásledovat ustupující rakouskou armádu do Čech, ale v bitvě u Chlumce 29. a 30. srpna byl jeho sbor zničen a on zajat. Mezitím byl maršál Ney poražen 6. září 1813 při tažení na Berlín pruským generálem Wilhelmem von Bülow v bitvě u Dennewitzu.

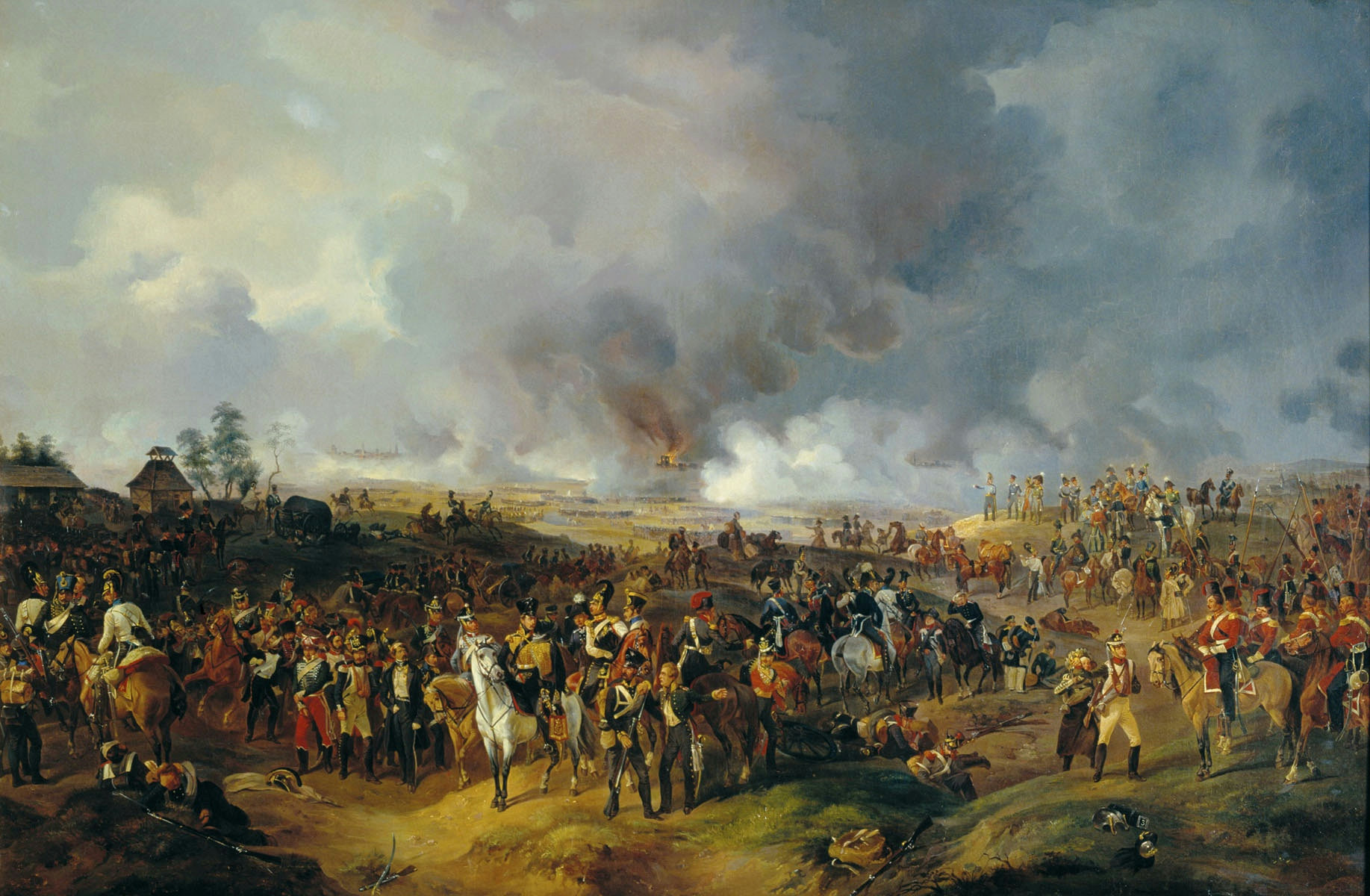
Bitva u Lipska (Alexander Sauerweid, 1844)

Napoleon se poté stáhl k Lipsku, kde byla ve dnech 16. až 19. října 1813 svedena bitva u Lipska, jež byla největší bitvou napoleonských válek. Díky reorganizovaným armádám a využití zkušeností z předchozích napoleonských válek spojenci tuto bitvu, nazývanou také „bitva národů“, kde se postavilo 180 000 Francouzů proti 300 000 spojenců (Rusové, Rakušané, Prusové, Švédové), vyhráli. Část německých spojenců Napoleona na bitevním poli zradila, polský kníže a Napoleonův vojevůdce Józef Poniatowski byl sice Napoleonem povýšen do hodnosti maršála Francie, ale krátce potom přišel při pokusu se svými muži překročit řeku Elster o život. Mrtvých a zraněných bylo asi 100 000.

## Španělská válka za nezávislost
Souběžně s válečnými událostmi ve východní a střední Evropě probíhala také válka na Pyrenejském poloostrově a porážka Napoleonova vojska v Rusku měla zásadní dopad i na její vývoj. V červnu 1813 byli Francouzi definitivně poraženi v bitvě u Vitorie i díky pomoci Britů vedených Arthurem Wellesleyem, před kterým se následně stáhli zpět za Pyreneje; Napoleonův starší bratr Josef Bonaparte, dosazený v roce 1808 za španělského krále, musel Španělsko opustit.

## Boje ve Francii (1814)

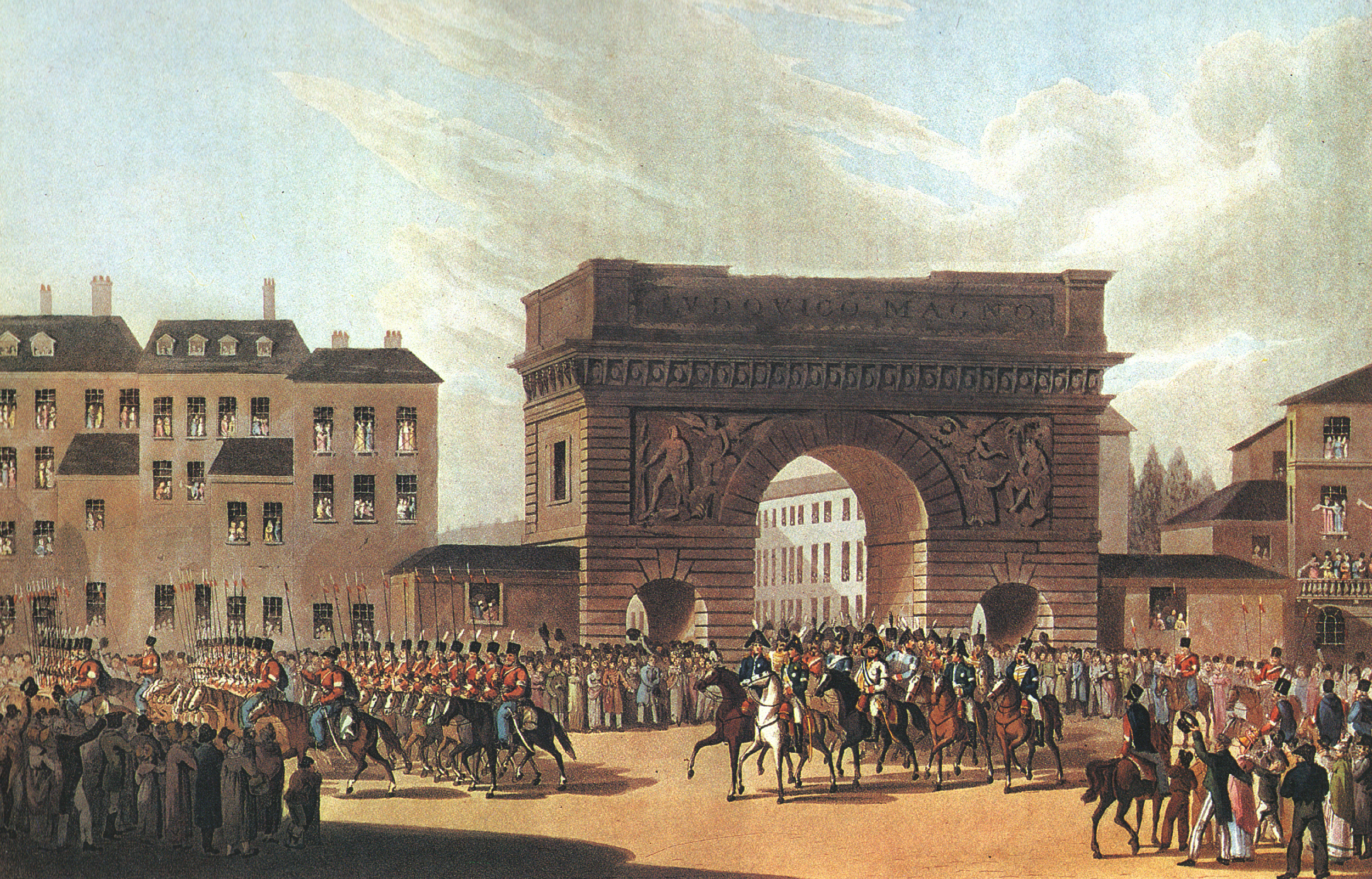
Ruská armáda v Paříži

Poslední část této války šesté koalice se odehrála na francouzském území. Po bitvě u Lipska se zbytek Německa přidal ke spojencům a Napoleon se stahoval k Rýnu. Čtyři dny před Vánocemi přešli spojenci Rýn a začátkem ledna 1814 vstoupili do Francie. Za ústupových bojů Napoleon v čele armády mladých, nezkušených a ubývajících rekrutů několikrát spojence porazil (bitvy u Champaubertu, Montmirailu, Montereau) a nepřátele v průniku na francouzské území tím zpomalil, ale zastavit jejich postup nedokázal – ztráty v Rusku a Německu byly příliš velké.
Na východě Francie byl poražen generál Augereau a spojenci dobyli Lyon. Britové přešli Pyreneje a dobyli Bordeaux. 9. a 10. března 1814 byl Napoleon poražen v bitvě u Laonu pruským maršálem Blücherem; o tři dny později mu to sice u Remeše oplatil, ale to byl jeho poslední úspěch. 
30. března spojenci vyhráli bitvu o Paříž, která další den kapitulovala a spojenci ji 31. března 1814 obsadili. Napoleon Bonaparte byl právě v zámku Fointaneblau, když se o kapitulaci hlavního města dozvěděl. 3. dubna 1814 tehdejší francouzský senát hlasoval pro pád císaře, který se rozhodl abdikovat; chtěl tak učinit ve prospěch svého syna (Napoleona II.), ale spojenecké mocnosti požadovaly bezpodmínečnou abdikaci, kterou podepsal 6. dubna 1814. 
10. dubna ještě spojenci zaútočili na Toulouse, ale Francouzi raději město evakuovali. 11. dubna 1814 byla podepsána zplnomocněnci obou stran Fontainebleauská smlouva, kterou Napoleon ratifikoval 13. dubna. Smlouvou zbavili spojenci Napoleona postavení francouzského císaře a poslali jej do vyhnanství na ostrov Elbu. Na francouzský trůn se vrátili Bourboni a novým králem se stal Ludvík XVIII. Dne 1. října 1814 byl zahájen Vídeňský kongres, který měl přerozdělit Evropu mezi vítězné velmoci. 